# Хирвилампи
Хи́рвила́мпи (фин. Hirvilampi) — озеро на территории Поросозерского сельского поселения Суоярвского района Республики Карелия.

## Общие сведения
Площадь озера — 0,6 км². Располагается на высоте 180,3 метров над уровнем моря.
Форма озера продолговатая, немного вытянутая с юго-востока на северо-запад. Берега заболоченные.
С юго-восточной стороны в озеро втекает ручей без названия, несущий воды из ламбины Пахалампи (фин. Pahalampi).
С северо-западной стороны озера берёт начало река Хирвийоки, втекающая в озеро Юля-Виексъярви, после чего протекая озёра Поясъярви и Ала-Виексъярви, воды озера попадают в Койтайоки.
Название озера переводится с финского языка как «оленье озеро».
Код водного объекта в государственном водном реестре — 01050000111102000011622.